# 南鑼鼓巷

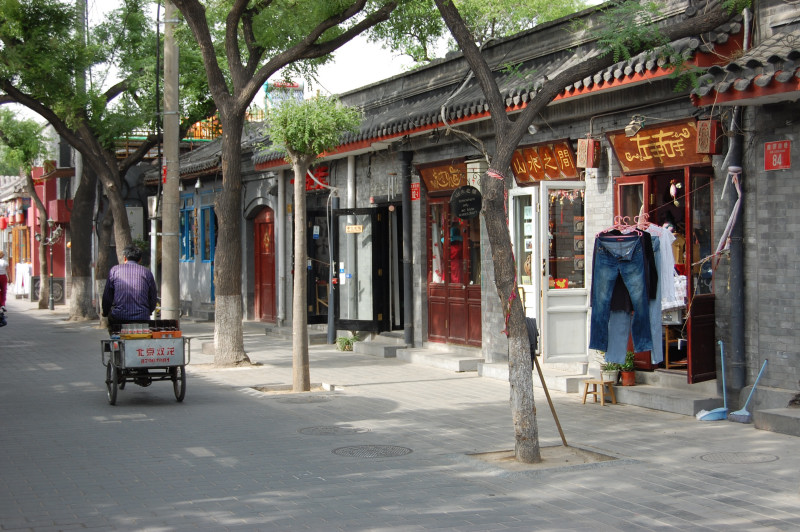
南鑼鼓巷

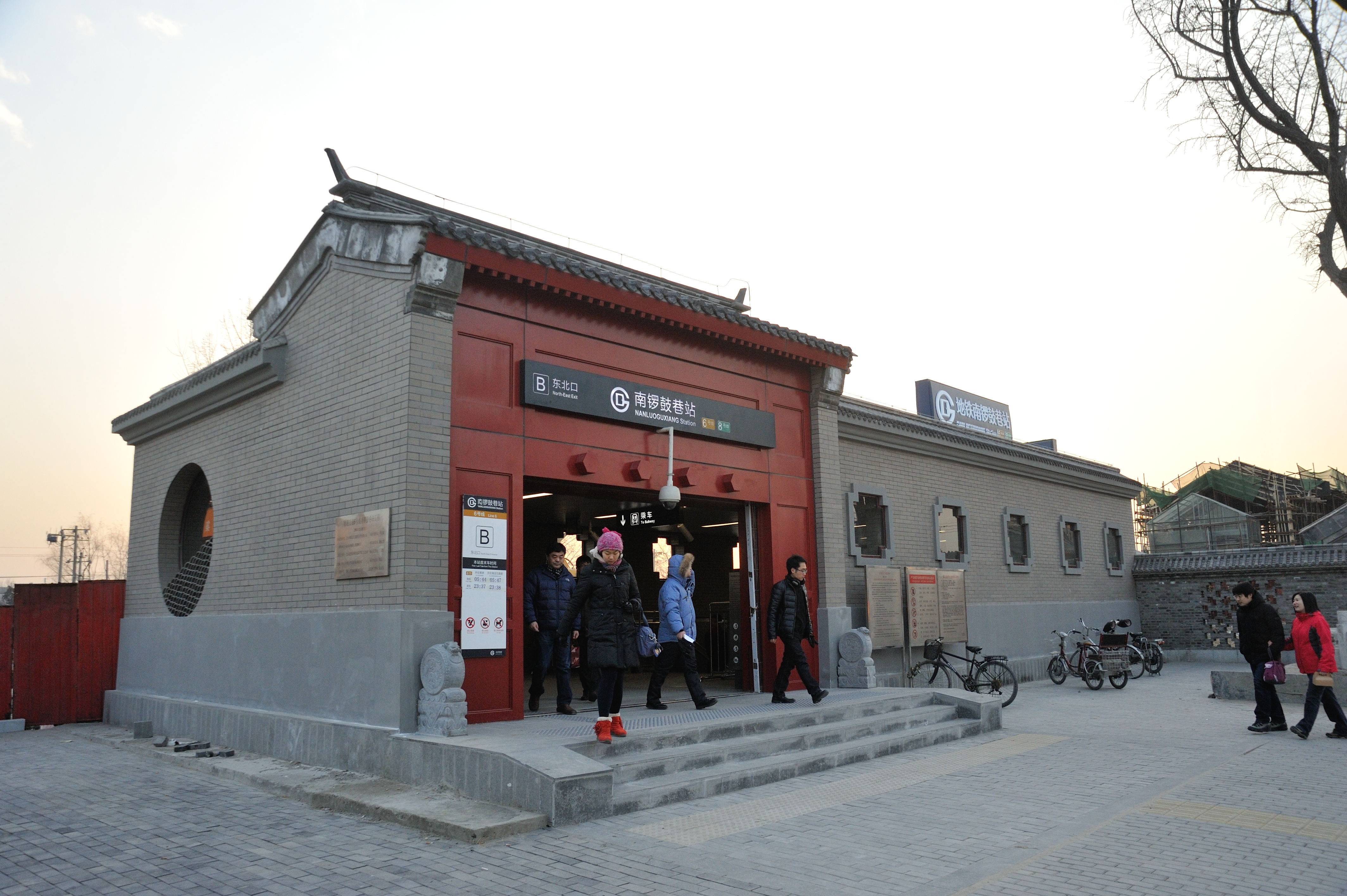
南鑼鼓巷駅

南鑼鼓巷（みなみらこきょう、中国語読み：ナンルオクーシャン、簡体字: 南锣鼓巷, Nanluoguxiang）は、中華人民共和国北京市東城区にある細い通りである。歴史的な街並みが残り観光名所になっている。

## アクセス
- 南鑼鼓巷駅
- 鼓楼大街駅

## 関連事項
- 胡同
- 四合院
- 中華人民共和国の世界遺産#暫定リスト掲載物件

## 参照
- 南鑼鼓巷｜北京観光ウェブサイトー北京市観光局オフィシャルウェブサイト
- 南鑼鼓巷｜観光地｜北京｜都市情報｜JTB CHINA